# 鳥取県立鳥取工業高等学校

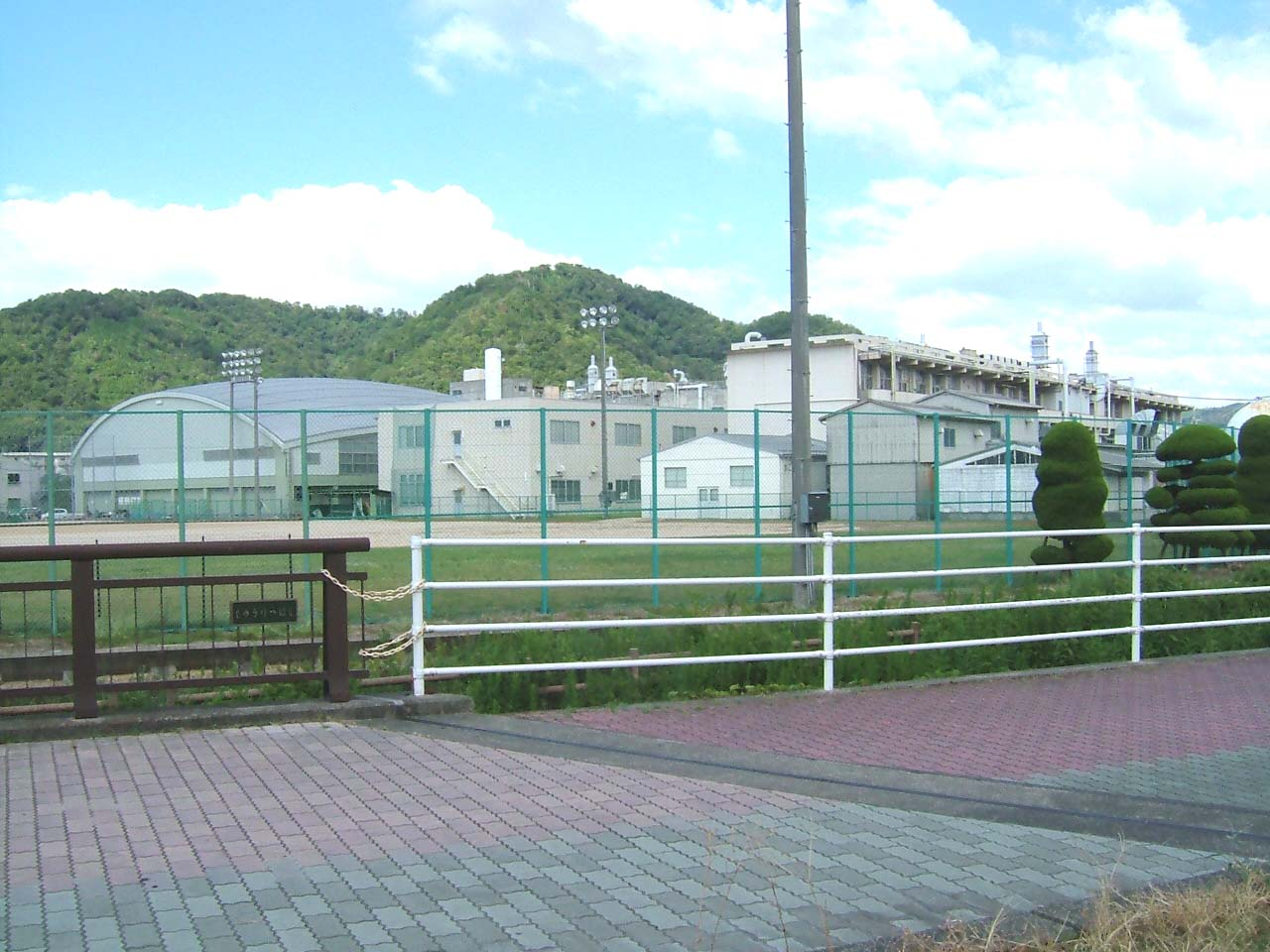
1971年まで使用された立川町時代の校舎
三洋電機デバイス事業部の工場として使用されたが、2014年5月に解体された。

鳥取県立鳥取工業高等学校（とっとりけんりつ とっとりこうぎょうこうとうがっこう, Tottori Prefectural Tottori Technical High School）は、鳥取県鳥取市に所在する県立工業高等学校。通称「鳥工」（とりこう）。

## 概要
歴史
1939年（昭和14年）に開校した「鳥取県立鳥取工業学校」を前身とする。
設置課程・学科
全日制課程 4学科（　）は定員
- 機械科（38名）
- 制御・情報科（38名）
- 電気科（38名）
- 建設工学科（38名）建築類型・都市環境類型

校訓
- 真理を究め君の若き生命を育め
- 責任を重んじ君の若き生命を貫け
- 自治を愛し君の若き生命を燃やせ
- 勤労を尊び君の若き生命を培え
- 剛健の気を養い君の若き生命を磨け

校章
鳥取を表す鳥の翼とペン先の絵を組み合わせたものを背景にして、中央に「高」の文字を置いている。
校歌
作詞は校歌選定委員会、作曲は田中妙子による。歌詞は3番まであり、各番とも「われらが母校 鳥取工高 鳥取工高」で終わる。

## 沿革
- 1939年（昭和14年）9月22日 - 鳥取県告示601号により設立が認可され、「鳥取県立鳥取工業学校」（電気科・金属工業科）が開校。
- 1940年（昭和15年）
  - 2月11日 - 静岡県立静岡工業学校教諭・笠松信二郎が初代校長に就任。
  - 4月1日 - 第二本科電気科（2年制）を新設。本館が完成。
- 1942年（昭和17年）12月1日 - 講堂が完成。
- 1943年（昭和18年）9月10日 - 鳥取大地震により校舎が倒壊。
- 1944年（昭和19年）
  - 3月12日 - 告示第119号により、「鳥取県立鳥取第一工業学校」に改称。
  - 4月1日 - 機械科を新設。
- 1945年（昭和20年）4月1日 - 第二本科電気科（2年制）の募集を停止し、電気科を増設。
- 1946年（昭和21年）4月1日 - 校名が再び「鳥取県立鳥取工業学校」に戻る。
- 1947年（昭和22年）4月22日 - 建築科を新設。
- 1948年（昭和23年）4月1日 - 学制改革により「鳥取県立鳥取工業高等学校」（新制高等学校）が発足。
- 1949年（昭和24年）4月12日 - 鳥取第二高等学校・鳥取工業高等学校・鳥取実業高等学校の3校が統合され、「鳥取県立鳥取東高等学校」が発足。
- 1951年（昭和26年）4月1日
  - 鳥取東高等学校から湖山校舎と美和分校（旧・鳥取実業高等学校）が分離の上、青谷高等学校と合併され鳥取県立気高高等学校[1]として独立。
  - 鳥取東高等学校工業校舎に農業科（全日制農業課程、定時制農業課程、定時制農村家庭課程）が設置。
- 1953年（昭和28年）4月1日 - 鳥取東高等学校より分離し、「鳥取県立鳥取高等学校」として独立。
  - 全日制農業科の募集を停止し、農業機械科を新設。金属工業科を金属化学科とする。
- 1956年（昭和31年）
  - 4月1日 - 定時制の募集を停止。
  - 12月25日 - 「鳥取県立鳥取工業高等学校」（現校名）に改称。
- 1958年（昭和33年）4月1日 - 農業機械科の募集を停止し、機械科を増設。
- 1959年（昭和34年）9月22日 - 創立20周年記念式典記念会館が完成。
- 1962年（昭和37年）4月1日 - 工業化学科を新設し、金属化学科を金属工業科に改称。
- 1971年（昭和46年）4月1日 - 鳥取市生山地区（現在地）に新築移転。
- 1975年（昭和50年）4月1日 - 高校再編により工業化学科1学級減。
- 1977年（昭和52年）3月31日 - 柔剣道場が完成。
- 1980年（昭和55年）9月22日 - 移転10周年を記念して中庭を整備。
- 1981年（昭和56年）4月1日 - 金属工業科の募集を停止。
- 1984年（昭和59年）10月20日 - トレーニングセンターが完成。
- 1986年（昭和61年）3月31日 - 国体記念「わかとりの庭」が完成。
- 1988年（昭和63年）
  - 10月29日 - 紫友会館（同窓会館）が完成。
  - 11月10日 - 創立50周年記念式典を挙行。記念校訓碑を建立。
- 1990年（平成2年）4月1日 - 改編により6科体制（電子機械、機械システム、電気、情報技術、建築、工業化学）が発足。
- 1991年（平成3年）4月1日 - 工業化学科を化学技術科に改称。
- 1998年（平成10年）5月15日 - プールが完成。
- 2001年（平成13年）4月1日 - 鳥取県高等学校教育改革が行われる。
  - 理数工学科を設置。
  - 学科改編により工業学科5科体制（機械科、制御・情報科、電気科、建築環境科、都市環境科）とする。
- 2005年（平成17年）9月30日 - 鳥取県版環境管理システムⅡ種（TEAS）2001審査登録[2]。
- 2008年（平成20年）
  - 4月1日 - 建築環境科と都市環境科を学科改編し、建設工学科（建築コース・土木コース）を発足。
  - 8月10日 - 弓道場が完成。
- 2012年（平成24年）4月1日 - 建設工学科を類型制（建築類型・都市環境類型）に変更
- 2013年（平成25年）12月17日 - 建築・電気実習棟竣工
- 2015年（平成27年）11月13日 - テニスコート竣工
- 2018年（平成30年）理数工学科募集停止

## 学校行事
3学期制
1学期
- 4月 - 始業式、入学式、対面式、遠足、PTA総会
- 5月 - 3年進路説明会、中間考査、鳥取県高等学校総合体育大会（以下、県高総体）
- 6月 - 企業見学会、科別PTA懇談会、期末考査
- 7月 - 球技大会、PTA個人懇談会、終業式
- 8月前半 - 中学生体験入学

2学期
- 8月後半 - 始業式、夏休み明けテスト
- 9月 - インターンシップ（職業体験）、就職採用選考開始、中間考査
- 10月 - 体育祭、鳥工祭（文化祭）、公開授業週間
- 11月 - 人権教育LHR、2年進路説明会、期末考査
- 12月 - 2年研修旅行、PTA個人懇談会、終業式

3学期
- 1月 - 始業式、冬休み明けテスト、大学入試センター試験、3年学年末考査、社会人としての基礎教養講座
- 2月 - 課題研究発表会、1・2年学年末考査
- 3月 - 卒業式、終業式

## 部活動
運動部
- 硬式野球部 - 選抜高等学校野球大会（春のセンバツ）に出場経験がある。
  - 1971年（昭和46年）秋季中国大会を勝ち抜き、翌1972年（昭和47年）の第44回選抜高等学校野球大会に唯一の出場を果たした。1回戦 対神戸市立神港高等学校（兵庫県）1-2で敗退。
- 軟式野球部
- フェンシング部
- バレーボール部
- バスケットボール部
- サッカー部
- ソフトテニス部
- 卓球部
- テニス部（硬式）
- バドミントン部
- 陸上部
- 山岳部
- 弓道部
- 剣道部
- 水泳部

文化部
- 吹奏楽部 - 少人数ながらも役割分担をして学校行事や大会の応援で活躍している。
- 電子技術部 - 小型の電子制御ロボットを作成して大会に挑み優勝を目指す。
- 部落解放研究部 - 部落問題解決のために深く考えていく部活です。
- 技術研究部 - その年の入部した部員によって電動式かガソリンエンジンのどちらかを使った車を作り大会に出場ベスト記録を出すことを目標としている。また、作った車は体育祭のリレーでも走らせる。
- 写真部 - 日常での撮影の他撮影会を計画・実施して撮影した写真をコンテストに応募したり、学校行事の撮影をして撮影の腕を磨き全国高等学校総合文化祭写真部門優勝を狙います。
- 新聞部 - 新任の先生紹介を一年に1度発行している。
- 家庭部 - 〈中でさらに家庭科クラブ茶道・華道に分かれている。〉
- 将棋部 -日々将棋について研究し全国大会での優勝を目指している。

同好会
- 自転車同好会
- 文芸同好会
- 理数工学同好会
- 機械同好会 - 全国高等学校長協会主催　高校生ものづくりコンテスト旋盤作業部門参加
- 制御情報同好会 - 全国高等学校長協会主催　高校生ものづくりコンテスト電子回路組立部門参加
  - 平成28年度　高校生ものづくりコンテスト全国大会出場
  - 平成29年度　若年者ものづくり競技大会出場
- 電気技術同好会 - 全国高等学校長協会主催　高校生ものづくりコンテスト電気工事部門参加
  - 平成17年度　高校生ものづくりコンテスト全国大会準優勝、若年者ものづくり競技大会３位
  - 平成19年度　高校生ものづくりコンテスト全国大会出場
  - 平成20年度　高校生ものづくりコンテスト全国大会出場
- 建設工学同好会 - 全国高等学校長協会主催　高校生ものづくりコンテスト木材加工部門・測量部門参加

## 著名な卒業生
- 西村秀一（プロ野球選手。元サンケイアトムズ）
- 鳥取ループ（ジャーナリスト、示現舎代表）

## 交通アクセス
最寄りの鉄道駅
- JR西日本 因美線 「津ノ井駅」

最寄りのバス停
- 日本交通（日交バス）鳥取駅から津ノ井循環線（路線番号：66・76） 「鳥工前」バス停下車
- 日本交通（日交バス）鳥取駅から若桜行き・若葉台行き（路線番号：70H・73・74・75・77） 「津ノ井小学校前」バス停下車

最寄りの道路
- 鳥取県道194号津ノ井国府線・鳥取県道323号若葉台東町線（若桜街道）「津ノ井駅前」交差点
- 鳥取県道226号国安桂木線・国道29号（津ノ井バイパス）「南栄町北」交差点

## 周辺
- 公立鳥取環境大学
- 鳥取市立津ノ井小学校
- 社会福祉法人　鳥取福祉会　津ノ井保育園
- 津ノ井郵便局